# リトル・ウィッチ パルフェ
『リトル・ウィッチ パルフェ』（英題：Little Witch Parfait）は、1999年4月28日に工画堂スタジオより発売されたWindows用経営アドベンチャーゲーム。正式タイトルは『リトル・ウィッチ パルフェ 〜黒猫印の魔法屋さん〜』（リトル・ウィッチ パルフェ くろねこじるしのまほうやさん）。
2012年3月には、PlayStation Portable（PSP）用に全面的にリメイクされた『リトルウィッチ パルフェ 黒猫魔法店物語』（リトル・ウィッチ パルフェ くろねこまほうてんものがたり）がサイバーフロントより発売された。

## 概要
工画堂スタジオの開発チームの一つ・くろねこさんちーむのデビュー作であり、リトル・ウィッチ パルフェシリーズの第1作。『シュヴァルツシルト』や『パワードール』など硬派なゲームを得意としてきた工画堂スタジオにとって、ソフト路線の嚆矢となった作品でもある。魔法店を経営し負債を返済する経営シミュレーションゲームの要素と、頻繁に会う人物と仲良くなる恋愛ゲームの要素を有しており、シミュレーション部分のアルゴリズムは、リアルタイムシミュレーションゲーム『火星計画』を開発したくまさんちいむの協力を得て制作された本格的なものとなっている。
主人公は女性だが、登場人物に男性が少ないこともあり、「攻略」対象には女性キャラクターも含まれる。そのため、ほのぼのとした見た目に反して百合志向の強い物語に進展する場合がある。なお、本シリーズの通貨単位「ゴルダ」は、1986年に発売されたロールプレイングゲーム『覇邪の封印』と共通である。

### 製品バリエーション
『リトル・ウィッチ パルフェ 〜黒猫印の魔法屋さん〜』
1999年4月28日発売。中国語版と韓国語版も発売された。
『リトル・ウィッチ パルフェ 〜黒猫印の魔法屋さん〜』 （廉価版）
2002年2月21日発売。メディアカイト（販売元）のGREATシリーズよりリリース。『AS〜エンジェリックセレナーデ』体験版を収録する。
『リトル・ウィッチ パルフェ 〜黒猫印の魔法屋さん〜』 （ダウンロード販売）
工画堂スタジオ OMNISHOP、ベクター（共に2003年4月18日配信開始）、DMM.com（2009年5月22日配信開始）などで販売中。
『リトル・ウィッチ パルフェ コンプリートパック』
2005年3月25日発売。シリーズ全5作品を収録する。麻雀風の絵合わせゲーム『パルフェDON!』のプレゼントキャンペーンが実施された。
『リトルウィッチ パルフェ 黒猫魔法店物語』
2012年3月22日発売。PSP用にグラフィック・声優陣を一新し、シナリオも大幅に改変された。2012年3月27日より体験版の、同年4月5日よりダウンロード版の配信が開始されている。なお、当初の発売予定日は3月8日だった。

## システム
フロルエルモス城下町を舞台に、12か月（1月1日から12月末まで。PSP版は3月1日からの10か月）以内に借金100万ゴルダの返済を目指す。1か月は24日（光・火・水・風・土・闇の6日×4週間）で、1年は288日となる。また、フロルエルモスは常春の国だが四季があり、季節によって売れ筋の商品が変化する。
1日は24時間で、パルフェは8時に起床後、朝食と開店準備を行い10時（PSP版は9時）に開店。19時に閉店し、何もしなければ22時に就寝する。22時以降も商品の製造・開発や材料集めを継続することは可能だが、朝5時（PSP版は2時）には強制的に店へ戻され、6時に就寝となる。なお、翌日は「ねむい」状態になり商品の製造ペースと調合成功率が低下する。PSP版では強制就寝の翌日は「眠い」状態に、「眠い」状態で再び強制就寝を迎えると「風邪」状態となる。いずれの状態も調合成功率が低下する。

### 魔法店経営
店の経営では、「原材料の調達」「魔法薬の調合」「商品の販売」の3段階を繰り返すこととなる。
原材料の調達
フィールドでの採集と市場で購入の2つの方法がある。採集は調達コストがかからないが時間を要し、目当てのものが見つからない場合もある。市場は季節や時間によって値段が変化する。
魔法薬の調合
入手した材料と、レシピである魔導書を組み合わせて調合を行う。売れ筋の魔法薬を見極めることが重要となるが、ヒントは来店客や噴水広場の掲示板「フロルエルモス通信」などから得られる。
パルフェは魔法使いの見習いであり、調合に失敗することもある。魔法学院の図書館で勉強し、魔法レベルを上げることにより短時間で失敗の少ない調合ができるようになる。最終的に扱うことのできる商品の種類は40以上。
商品の販売
スタート直後は店の評判が高くないため来店客は少ないが、流行の魔法薬を販売したり、客の依頼をこなしたり、街で売り子をしたりすることによって評判を上げることができる。逆に、品薄の状態が続くと評判が下がってしまう。
店には一度に10種類の商品を陳列することができ、50%OFFの「目玉商品」や25%OFFの「おすすめ商品」を活用して客を呼び込む。最初のうちは採算度外視で来店客を増やすことも必要となる。

## ストーリー
花と水の国「フロルエルモス」の城下町に住む少女、パルフェ・シュクレールは、亡くなった母親から黒猫魔法店を受け継いだ。しかし店には100万ゴルダの借金があり、このままでは借金のカタに店を取られてしまう。母との思い出の店を守るため、パルフェは学校を1年間休学して負債を返済することを決心する。

## 登場人物
本名や設定は、関連書籍や他作品で判明したものを含む。声優はWindows版、PSP版の順に記載。
パルフェ＝シュクレール（Parfait Sucreal）
声 - 古山きみこ（現・こやまきみこ） / 日高里菜
主人公。亡くなった母から黒猫魔法店を受け継いだ、魔法使い見習いの14歳の少女。フロルエルモス魔法学院高等科の3年生だが、店の経営に専念するため休学している。父は宮廷魔導師だったが、パルフェが1歳の頃に亡くなった。
魔法薬を作れば爆発させ、何もないところで転び、材料集めに行った先で夕方まで眠ってしまうなどドジでマイペースなところはあるものの、何事にも前向きで、客に幸せを運びたい一心で頑張っている。口癖は「はみゅ〜」。
サケマス（Sakemasu）
声 - 三田ゆう子 / 杉田智和
パルフェの使い魔であるオスの黒猫。人語を解し、喋ることもできるが、少し口が悪い。その毛は魔力を帯びており、商品の材料になる。
フローレ＝ミルフィア（Flore Milfia）
声 - 三五美奈子 / 佐藤聡美
パルフェの魔法学院入学以来の親友。14歳。植物と会話できる不思議な能力を持っている。生まれつき身体が弱く、おとなしい性格だが芯の強いところもある。将来の夢は花屋を経営すること。
レネット＝キルシュ（Reinette Kirsche）
声 - 水樹奈々 / 竹達彩奈
パルフェの同級生で、自称・天才魔導士。14歳。黒猫魔法店のライバル店であるスマイル魔法店の長女で、パルフェに強い対抗意識を持つ。態度と口調はいつでも強気で、本心とは裏腹な言葉をつい口にしてしまうことがある。父は宮廷魔導師。
ココット＝キルシュ（Cocotte Kirsche）
声 - 水橋かおり / 長谷川静香
レネットの妹で、魔法学院高等科の1年生。12歳。材料集めや調合にかかりきりの姉に代わってスマイル魔法店を切り盛りする。姉と違って明るく素直な性格で、パルフェに対しては姉の友人以上の感情を抱いているらしい。夢遊病の気がある。
フェール＝ルセット
声 - 石田彰 / 岸尾だいすけ
さすらいの吟遊詩人。魔法薬の材料探しをしていたパルフェと出会い親しくなる。博識で、フィリス王子と双子のようにそっくりな顔をしている。本作では攻略不可。
フィリス＝フロル＝アネシス
声 - 石田彰 / 岸尾だいすけ
フロルエルモス王国の王子。16歳。美形で優しく、向学心も旺盛であり、国内外の王侯貴族の子女の憧れの対象となっている。詩歌を好み、フェールを城に招く。実は王家の堅苦しさが苦手で、自由に憧れている。
シャンティ＝シュクレール
声 - 三田ゆう子 / 神田みか
パルフェの母。魔法使いであり黒猫魔法店を経営していたが、原因不明の難病・熱死病で亡くなった。
シュワルツ＝ワルダー
声 - 未登場 / 秋元羊介
債権者の一人。毎月パルフェの許に現れては罵声を浴びせる。PSP版より登場。

## 地理
カッコ内はPSP版での名称。配置が変更されたものもある。

### 城下町
黒猫魔法店
パルフェの店兼自宅。1階の魔法調合甕はお風呂（使用時は底板を敷く）と兼用。
スマイル魔法店
レネットとココットの店。営業時間は15時（2月と8月は13時）から18時まで。
フローレの家
フローレが母と暮らしている。商品の材料となる花がもらえる。
魔法学院
パルフェ達が通う学校。休学中だが図書館は利用可能で、自習することで魔法レベルを上げることができる。
トリアノンノン
人気のケーキ屋。パルフェはここのケーキが大好きだが、サケマスに贅沢を禁じられており普段は行くことはない。
噴水広場 （中央広場）
城へ通じている。朝・夕には市場が開き、珍しい材料を売っていることがある。
イベント広場 （イベント会場）
6月6日の魔法大会と、8月12日のアイドルコンテストの会場。
大公園 （国立公園）
フェールが演奏をしたり、ココットが芝居をしていることがある。

### フロルエルモス近郊
大木の丘 （エルフィンの大木）
町の北東。大木の葉や実・樹液は商品の材料になる。
タリムの森
町の北西。様々な果物やキノコが採れる。森の奥深くには伝説の大魔導師が住んでいるらしい。
クラベルの滝
森の中にある。夜だけ珍しい花が咲く。
温泉
森の中にある。
スンデル湖
町の南東。純度の高い水が取れる。
砂浜 （クラブ海岸）
町の南西。レネットが新型水着の実験をする。
イストール山
町の北にある活火山。
洞窟 （タリム洞窟）
山の麓にある。他の場所では夜にしか採れない石が、一日中採れる。

## スタッフ
Windows版
- 企画・原案・脚本 - 貝阿弥範明
- キャラクターデザイン - 岸上大策
- 音楽 - 馬場信繁
- 監督 - 松浦幸治

PSP版
- 企画・ディレクター - 鳥越久朗[4]（工画堂）
- シナリオ - 竹内なおゆき、西川真音、北島夏 （オリジナルシナリオ：くろねこさんちーむ）
- キャラクターデザイン・原画監修 - 藤原々々
- サブキャラクターデザイン - 東山マキ
- 背景美術 - スタジオ風雅
- 音楽 - Elements Garden
- 録音監督 - 納屋僚介
- プロデューサー - 清道孝行（サイバーフロント）、北川貴規（工画堂）
- エグゼクティブプロデューサー - 藤原三二（サイバーフロント）、谷逸平（工画堂）

## 主題歌
Windows版主題歌 「Little Witch's Heart」
作詞 - 貝阿弥範明 / 作曲・編曲 - 馬場信繁 / 歌 - 古山きみこ
PSP版オープニングテーマ 「HEARTFUL WISH」
作詞 - ayachi / 作曲・編曲 - 藤間仁（Elements Garden） / 歌 - 新田恵海
PSP版エンディングテーマ　「リトルアルカディア」
作詞 - ayachi / 作曲・編曲 - 藤間仁 / 歌 - 桜川めぐ

## 関連商品
リトル・ウィッチ パルフェ 〜黒猫印の魔法屋さん〜 公式ガイドブック
発売日：1999年8月 / 発行：勁文社 ISBN 4-7669-3266-8
リトル・ウィッチ パルフェ ビジュアルファンブック
発売日：2001年7月6日 / エンターブレイン ISBN 4-7577-0360-0
パルフェシリーズ5作品に『エンジェリック・コンサート』を加えた6作品の攻略ガイド、設定資料を掲載。付属のCD-ROMには体験版や壁紙などを収録。
工画堂スタジオ ヒロインコレクションブック
発売日：2005年2月23日 / 新紀元社 ISBN 4-7753-0369-4　
KOGADO Visual Works 1985-2008
発売日：2008年11月10日 / 晋遊舎 ISBN 978-4-88380-851-9
パルフェ リミックス！
発売日：2003年12月28日 / 発売：工画堂スタジオ / 品番：KGMC-005
音楽を担当した馬場信繁がシリーズ3作品（『パルフェ』『レネット』『パルフェ2』）のBGM 計14曲を再アレンジ。『パルフェ』からは8曲を収録。

## ラジオ
2011年12月14日から2012年3月28日までHiBiKi Radio Stationで「リトルウィッチ パルフェ 黒猫魔法店物語」のラジオ番組『黒猫ラジオ マ法店再建計画』が配信された。パーソナリティはパルフェ・シュクレール役の日高里菜、フローレ・ミルフィア役の佐藤聡美。